# Johann Friedrich (Pommern)

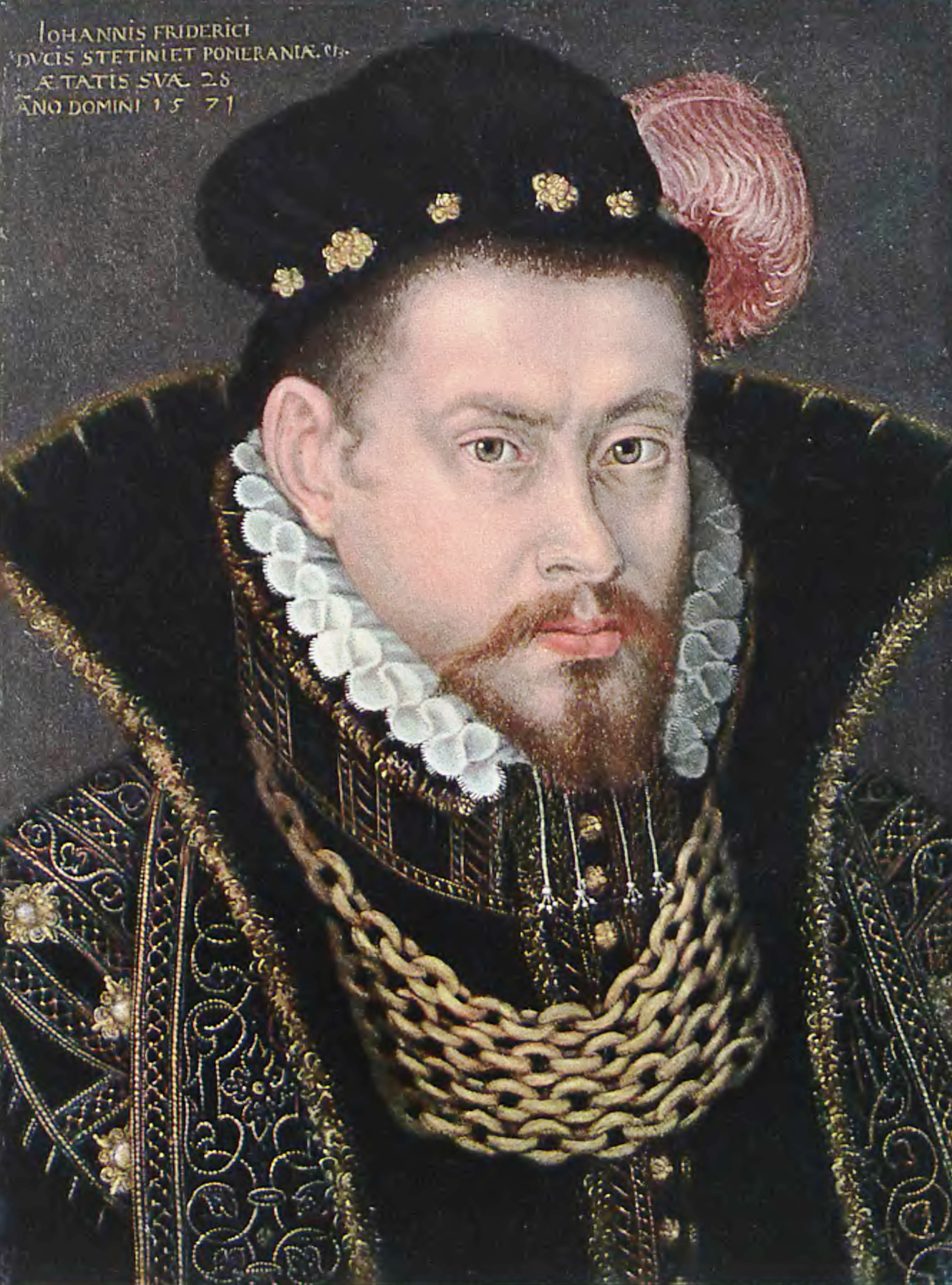
Johann Friedrich, Ölgemälde von Giovanni Battista Perini, 1577.

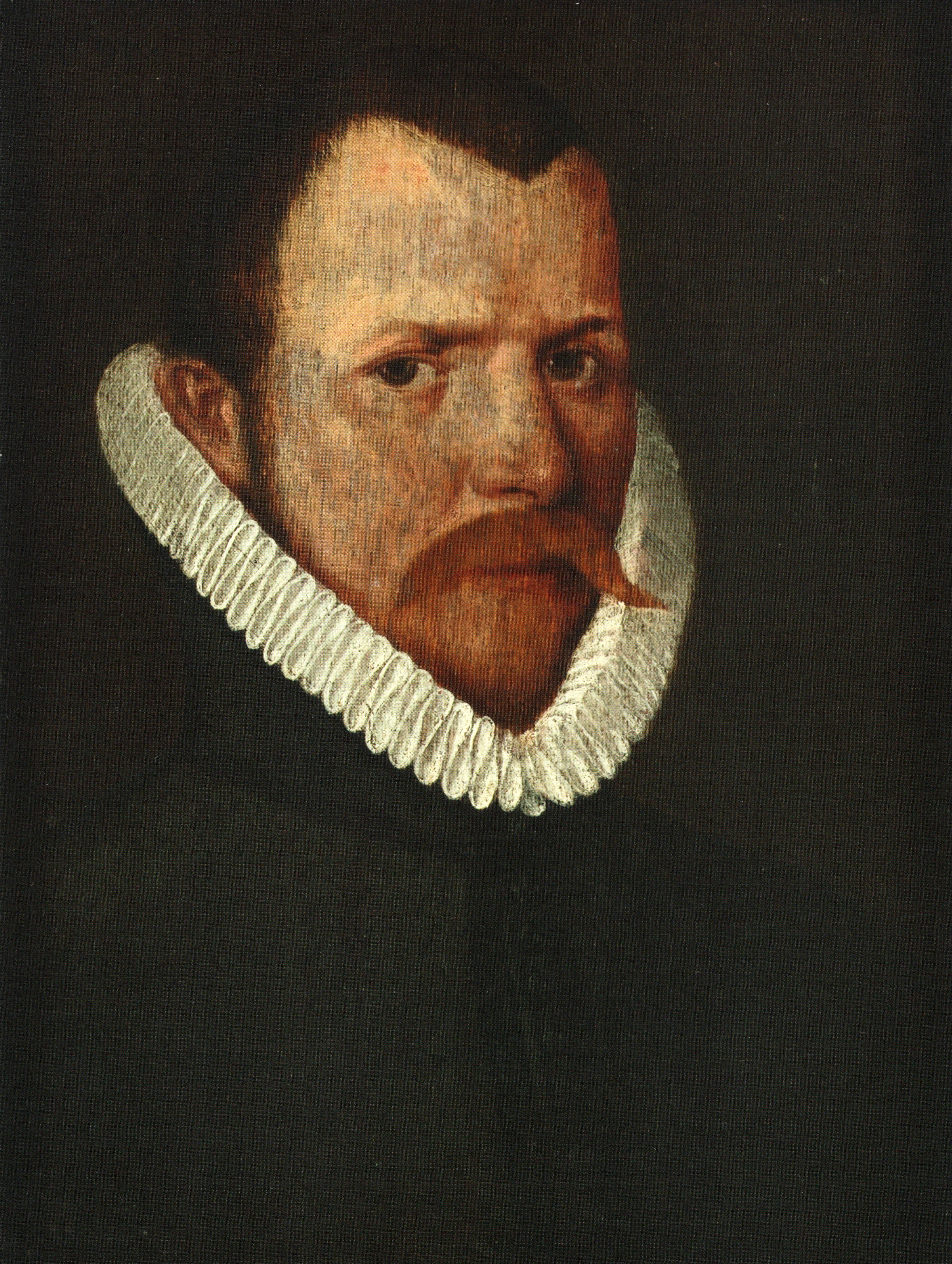
Johann Friedrich, Ölgemälde von 1593.

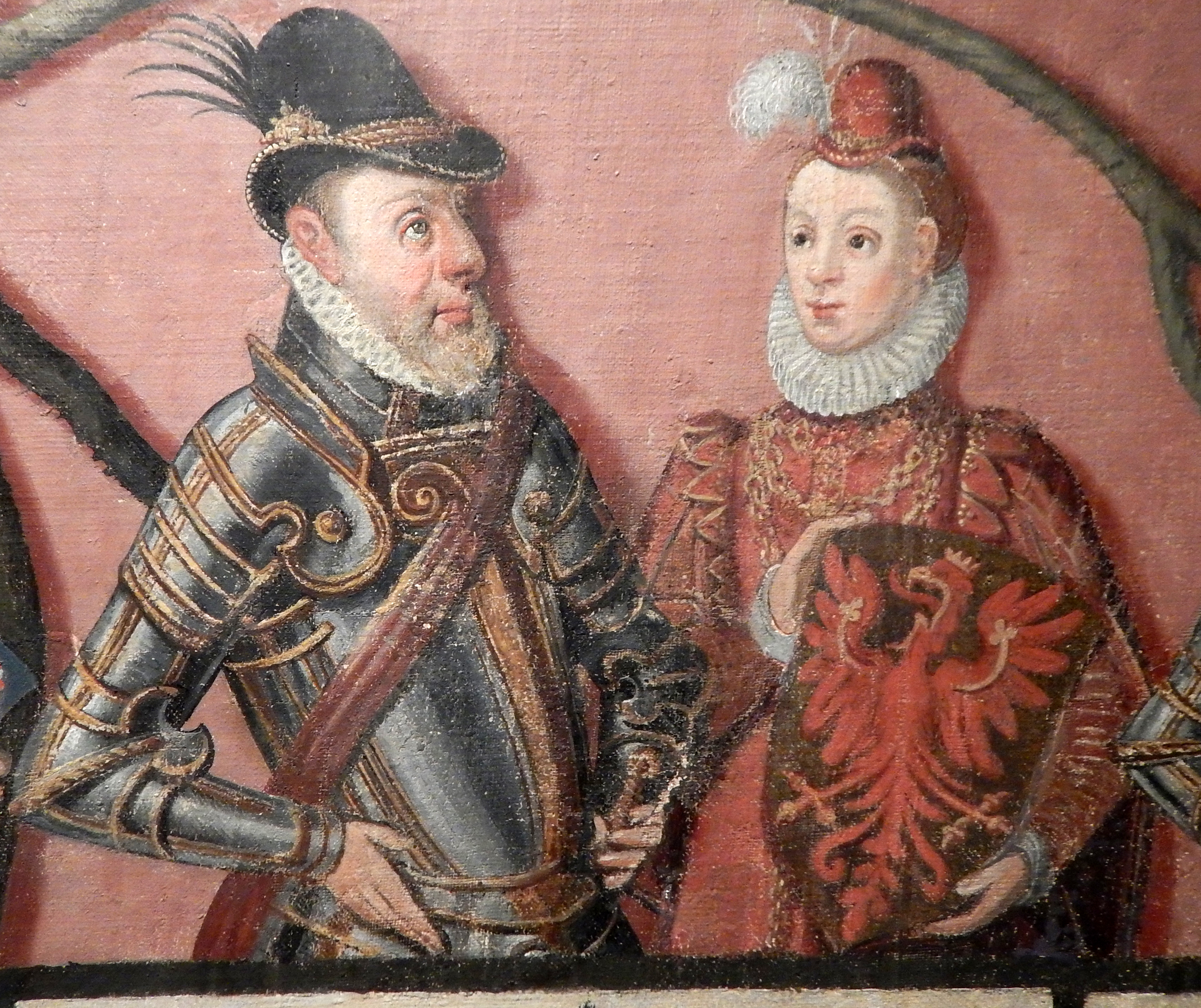
Johann Friedrich mit seiner Gemahlin Erdmuthe von Brandenburg, aus dem Bilderstammbaum der Greifen von Cornelius Krommeny (1598).

Johann Friedrich (* 27. August 1542 in Wolgast; † 9. Februar 1600 ebenda) war Herzog von Pommern und erster weltlicher Bischof von Cammin. Er gehörte zu den bedeutendsten Herzögen des Greifengeschlechtes. Seine Versuche, die landesherrliche Macht in Pommern zu heben, sowie seine aufwändige Hofhaltung führten zu langwierigen Streitigkeiten mit den Landständen.

## Leben
Johann Friedrich war der älteste überlebende Sohn des Herzogs Philipp I. und der Maria von Sachsen, Tochter des Kurfürsten Johann des Beständigen. Ab dem zehnten Lebensjahr wurde er von Andreas Magerius, Professor der Theologie an der Universität Greifswald, unterrichtet. Bereits 1556 wurde er nach dem Tod des Bischofs Martin Weiher im Alter von 14 Jahren zum ersten weltlichen Bischof von Cammin gewählt. Mit der Amtseinführung Johann Friedrichs am 15. Juni 1557 sicherten sich die Greifenherzöge die Hoheit über Bistum und Stiftsgebiet und verhinderten das Zurückfallen Pommerns zum Katholizismus. Johann Friedrich wurde zunächst zusammen mit seinen Brüdern Ernst Ludwig und Bogislaw XIII. zur weiteren Ausbildung an die Universität Greifswald geschickt, wo er 1558 mit der Ernennung zum Rektor auf ein Jahr geehrt wurde. Statthalter des Bistums wurden Heinrich von Normann und Henning vom Walde. Georg von Venediger führte als Superintendent die geistlichen Angelegenheiten.
Nach dem Tod des Vaters im Jahr 1560 übernahm ein Regentschaftsrat unter Führung des Großhofmeisters Ulrich von Schwerin an der Seite seiner Mutter die Regierungsgeschäfte in Pommern-Wolgast. Der inzwischen mündig gewordene Johann Friedrich ging 1565 an den Hof des Kaisers Maximilian II. nach Wien, wo er in dessen Dienste trat. Nach einem Aufenthalt am Reichstag in Augsburg im folgenden Jahr wurde er in Wien zum Fähnrich der Reichshoffahne ernannt. Um sich die für den Feldzug gegen die Türken notwendige Ausrüstung leisten zu können, musste er sich beim Bankhaus Loitz Geld leihen. Während des Feldzuges lagerte das kaiserliche Heer die meiste Zeit vor der Festung Raab in Ungarn und kehrte nach dem Abzug der Türken nach Wien zurück. Dort erhielt Johann Friedrich am 28. November 1566 vom Kaiser die Belehnung mit seinem Land.
Zum Jahresende kehrte er nach Pommern zurück. Dort übernahm er am 8. November 1567 gemeinsam mit seinem Bruder Bogislaw XIII. vorläufig die Regierungsgeschäfte in Pommern-Wolgast. Die bewährten Hofbeamten Ulrich von Schwerin, Valentin von Eickstedt und Jacob von Zitzewitz blieben in ihren Ämtern. Johann Friedrich konzentrierte sich auf sein Bistum, wo er ohne Absprache mit seinen Brüdern regieren konnte. So untersagte er der Stadt Kolberg die Appellation nach Lübeck und legte stattdessen das Hofgericht als Zweite Instanz fest. Ab 1568 ließ er sich in Köslin ein repräsentatives Schloss bauen.
Nach dem Rücktritt des in Stettin regierenden Herzogs Barnim IX. erhielt Johann Friedrich 1569 im Vertrag von Jasenitz die Regierung in Pommern-Stettin. Pommern hatte sich während des Dreikronenkrieges weitgehend neutral verhalten. Johann Friedrich wurde vom Kaiser zum Kommissar für einen 1570 nach Stettin einberufenen Kongress berufen, der mit dem Friedensvertrag von Stettin abgeschlossen wurde.

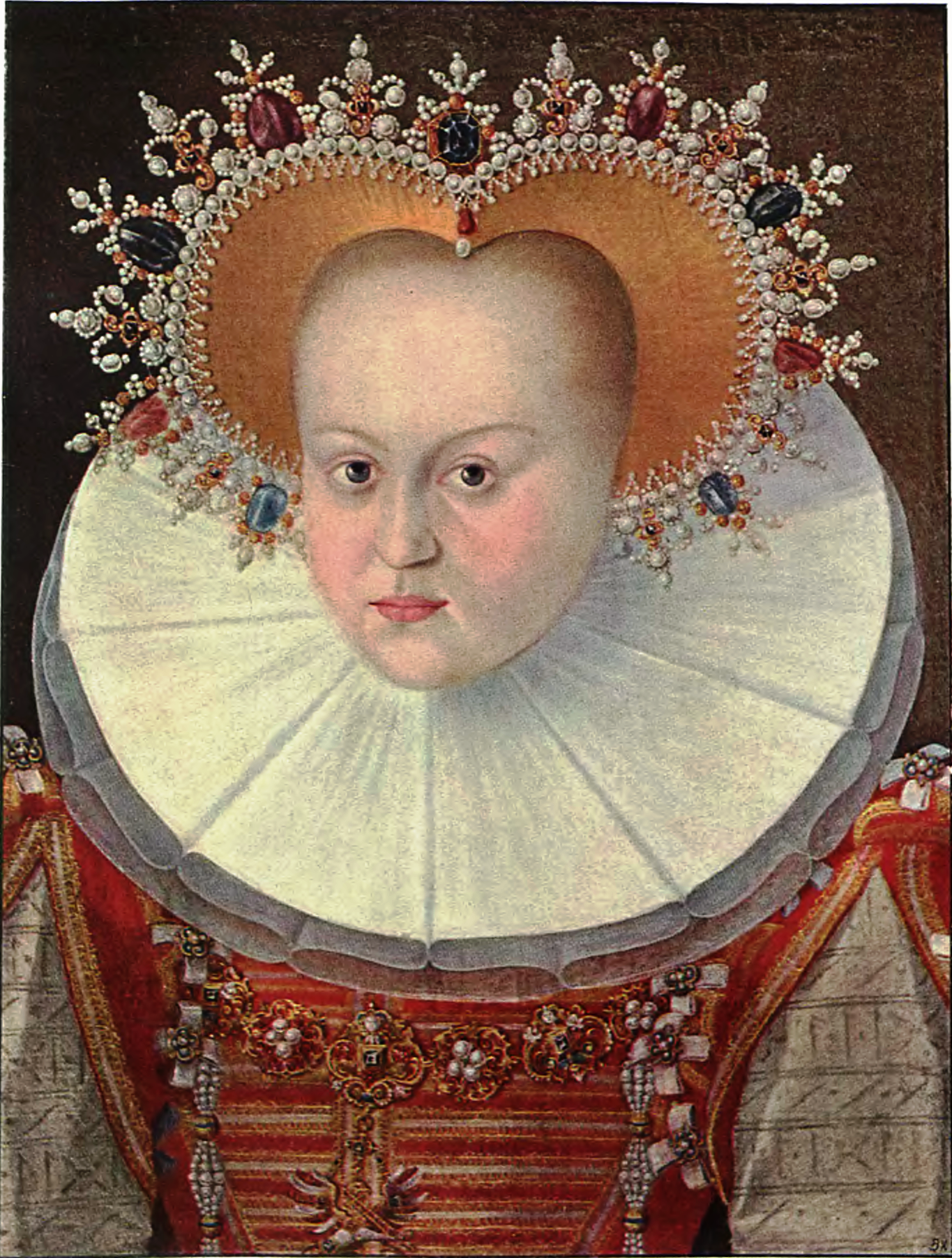
Erdmuthe, Gemahlin von Johann Friedrich, Ölgemälde von Andreas Riehl dem Jüngeren, 1590.

Ebenso suchte er die Beziehungen zur Mark Brandenburg zu verbessern. Am 30. Juli 1571 verlobte er sich mit Erdmuthe, der Tochter des Kurfürsten Johann Georg, und erhielt dazu für sich und seine Erben das Heimfallsrecht für die Neumark, Löcknitz und Vierraden. Vorher hatte er auf das Bistum Kammin zugunsten seines jüngeren Bruders Kasimir VI. verzichtet, der dieses 1574 offiziell übernahm.
Johann Friedrich, der nach dem 1573 erfolgten Tod des Alt-Herzogs Barnims IX. uneingeschränkt regieren konnte, entfaltete eine rege Bautätigkeit. So ließ er das 1551 bei einem Brand stark beschädigte Stettiner Herzogsschloss in den Jahren 1575 bis 1577 von dem Baumeister Antonius Wilhelmi als Renaissancebau weitgehend neu errichten; in diesem Rahmen entstand auch die Schlosskirche zu Stettin. Weitere Bauten entstanden unter anderem in Stolp und Lauenburg. Größere Investitionen tätigte er auch für seine Jagdschlösser, wie das in Friedrichswalde, und für den Ankauf von Wild von außerhalb. Mit Johann Baptista leistete er sich einen Hofmaler. Bereits 1569 erhielt die erste Druckerei in Stettin eine fürstliche Konzession, Andreas Kellner wurde der erste Buchdrucker in Stettin.
Außenpolitisch war er bei der Beibehaltung der fortgesetzten Belehnung mit Lauenburg und Bütow trotz des Thronwechsels in Polen erfolgreich. Der Handelskrieg, der 1572 zwischen Stettin und Frankfurt (Oder) wegen der Schifffahrt auf der Oder und vor allem wegen der Durchsetzung des Niederlagsrecht in Stettin ausbrach und bis vor das Reichskammergericht gebracht wurde, bei schädigte hingegen zunächst die Wirtschaft Pommerns.
Innenpolitisch kam es wiederholt zu Streitigkeiten mit seinem Bruder Ernst Ludwig. Die Landstände, die er bereits 1571 um die Bewilligung von Steuern bitten musste, da die Einnahmen aus Domänen und Regalien nicht für die Hofhaltungs- und Regierungsausgaben reichten, setzten seinen finanzwirtschaftlichen und fiskalischen Änderungswünschen erheblichen Widerstand entgegen. Der Bankrott des Bankhauses Loitz hatte weite Teile des pommerschen Adels in finanzielle Notlagen gebracht. Insbesondere wurde der Versuch der Einführung einer Akzise auf Bier, den er seit 1585 zusammen mit Ludwig von Eberstein verstärkt verfolgte, sowohl vom Adel als auch von den Städten bekämpft und schließlich 1588 vom Landtag in Treptow an der Rega abgelehnt. Als er trotzdem ein entsprechendes Gesetz erließ, gelangte der Streit bis vor das Reichskammergericht. Schließlich einigte man sich auf die Bewilligung von 100.000 Gulden durch die Landstände für den Herzog, wofür dieser auf die Akzise verzichtete.
Nach dem Tod Ernst Ludwigs übernahm er die Vormundschaft in Pommern-Wolgast und versuchte ab 1598 erneut die Akzise einzuführen, da seine hohe Verschuldung ihn nach neuen Einnahmequellen suchen ließ. Auf dem Höhepunkt des Streits mit den von Ewald von Flemming geführten Ständen ließ er die herzogliche Kanzlei und die Landesgerichte schließen, so dass zeitweise ein Zustand der Rechtlosigkeit entstand. Als 1599 eine gemäßigtere Forderung des Herzogs von den Ständen bewilligt wurde, ließ er die Gerichte wieder öffnen.
Für die Entwicklung der Evangelischen Kirche in Pommern war besonders die 1569 durch Johann Friedrich eingeführte Agenda wichtig, in der unter anderem der Kirchengesang in deutscher Sprache dem lateinischen vorgezogen wurde. Während seiner Amtszeit kam es unter den Geistlichen des Landes zu Streitigkeiten wegen der Einführung der Konkordienformel, die schließlich auf der Stettiner Synode von 1593 zugunsten des lutherischen Lehrbegriffs wieder abgeschafft wurde.
Johann Friedrich erkrankte während eines Besuchs in Wolgast, wo er den Fastnachtsfeierlichkeiten beiwohnte, und starb am 9. Februar 1600. Er wurde am 17. Februar in der Schlosskirche zu Stettin beigesetzt. Seine 1577 mit Erdmuthe von Brandenburg geschlossene Ehe war kinderlos geblieben. Als vermeintliche Verursacherin für die Kinderlosigkeit seiner Ehefrau wurde Elisabeth von Doberschütz 1590 der Hexerei und Zauberei angeklagt und hingerichtet.
Die Herrschaft in Pommern-Stettin übernahm sein jüngerer Bruder Barnim X.

## Schriften
- Bekentnus und Lehr der Kirchen in Pommern. Joachim Rhete, Stettin 1593. (Digitalisat)